# Нікос Карвелас
Нікос Карвелас (грец. Νίκος Καρβέλας, 8 вересня 1951 року, Пірей) — продюсер, співак, відомий грецький композитор, автор більшості найвідоміших хітів Анни Віссі.

## Біографія

### Ранні роки
Займався музикою з 5 років. Навчався в Афінського університеті на юридичному факультеті. У студентські роки він заснував рок-гурт під впливом The Beatles і The Rolling Stones. Вперше став відомий своїми композиціями наприкінці 1970-х років.

### Творча біографія
У 1980 році він познайомився з відомою кіпрської співачкою Анною Висі. У 1983 році вони одружилися. Їх перший спільний альбом «Κάτι Συμβαίνει» (Щось трапилось) приніс Анні надзвичайно гучний успіх. Карвелас багато працює як композитор і автор текстів.  Крім безлічі пісень, які він написав для Анни, спеціально для неї він склав першу грецьку рок-оперу «Δαίμονες» (укр. «Демони»). Вона була заснована на лібрето Ставроса Сідераса і йшла на сцені театру Аттікон в Афінах протягом двох років. Опера була показана на різних зарубіжних телеканалах і привернула увагу агентів з Бродвею.
З початку 80-х років Анна записала з Нікосом більше 14 альбомів.
Карвелас також успішно співпрацює з Толісом Воскопулосом і Сакісом Рувасом, Пасхалісом Терзісом.
С 2011 року співпрацює з Heaven Music.
Нікос Карвелас прожовжує живі виступи зі своїм рок-гуртом, які мають власний унікальний, харизматичний, справжній, і абсолютно унікальний стиль.
У 2011 році вийшов новий альбом Карвеласа «Όλα είναι στο μυαλό», до якого увійшли його власні пісні і дует з Лакісом Пападопулосом.

## Приватне життя
Від першого шлюбу з Анною Віссі у нього є дочка, Софія. У дев'яності роки він провів багато часу в Лондоні. З 2006 року Карвелас підтримує відносини з популярною телеведучою Аннітою Паніа. У 2010 році Карвелас одружився з нею. У них є син.

## Дискографія
Нікос Карвелас є творцем найбільших хітів і деяких з найкрасивіших пісень грецької музики останніх двох десятиліть.
Альбоми:
- 1985 — Nick Carr
- 1985 — Δεν Παντρεύομαι
- 1986 — Σα Δίσκος Παλιός
- 1987 — Όλα ή Τίποτα
- 1988 — Δημόσιες Σχέσεις
- 1989 — Τσούζει...
- 1990 — Διαβολάκι
- 1991 — Ο Τελευταίος Χορός
- 1991 — Δαίμονες
- 1992 — Εμείς
- 1992 — Οίκτο!
- 1995 — 25 Ώρες
- 1996 — Το Άρωμα της Αμαρτίας
- 1997 — Ο Πιο Ευτυχισμένος Άνθρωπος Πάνω στη Γη
- 1998 — Ένα Χρόνο το Περισσότερο
- 2000 — Όλα Είναι Εντάξει
- 2001 — Ρομπότ
- 2002 — Μάλα - Η Μουσική του Ανέμου
- 2006 — Θρίλερ
- 2008 — Τρακτέρ
- 2009 — Αντίο Χειμώνα
- 2011 — Ολα Είναι Μεσ' το Μυαλό